# تیپ الانفال
تیپ الأنفال (عربی:لواء الأنفال) یک گروه شورشی سوری وابسته به ائتلاف جبهه انقلابیون سوریه بود. این گروه با موشک ضد تانک بی جی ام-۷۱ تاو ساخت آمریکا مسلح شده بود. این گروه در استان‌های جنوبی سوریه فعالیت می‌کرد و در ۱۴ فوریه ۲۰۱۴ به جبهه جنوبی پیوست. این گروه مواضع خود را در اردوگاه یرموک ترک کرد و در ۸ مارس ۲۰۱۵ به نیروی دفاع ملی سوریه پیوست.